# José Rafael
Pour les articles homonymes, voir Rafael.
José Rafael, de son nom complet José António Silvestre Rafael est un footballeur portugais né le 22 novembre 1958 à Faro. Il évoluait au poste d'attaquant.

## Biographie

### En club
Né en Algarve à Faro, il commence sa carrière au SC Farense en 1977,,.
En 1979, il signe au Portimonense SC, il y découvre la première division portugaise,,. 
Entre 1981 et 1983, il évolue au sein de l'Amora FC,,.
Lors de la saison 1984-1985, il revient au SC Farense,,.
En 1984, il est transféré au Boavista FC. Lors de la saison 1985-1986, il dispute une double rencontre le Club Bruges en Coupe UEFA. Il marque un doublé lors du match aller (victoire 4-3) mais Boavista est éliminé à la suite d'une défaite 1-3 au retour.
Entre 1987 et 1989, il joue au Vitória Setúbal,,.
En 1989, il finit sa carrière au sein du CF Belenenses sans avoir joué aucun match dans le club lisboète,,.
Il dispute au total 160 matchs pour 47 buts marqués en première division portugaise,.

### En équipe nationale
International portugais, il reçoit deux sélections pour un but marqué en équipe du Portugal durant le mois d'octobre 1985 lors des qualifications pour la Coupe du monde 1986.
Le 12 octobre, il joue et marque un but contre Malte (victoire 3-2 à Lisbonne).
Le 16 octobre, il joue contre l'Allemagne de l’Ouest (victoire 1-0 à Stuttgart).